# Kołbajowice
Kołbajowice lub Kolbajowice (ukr. Колбаєвичі) – wieś na Ukrainie w rejonie samborskim obwodu lwowskiego.

## Historia
Pod koniec XIX wieku wieś w powiecie rudeckim.

## Urodzeni
- Aleksander Titz